# Русская Ургинка
Русская Ургинка (баш. Урыҫ Үргене) — деревня в Зианчуринском районе Республики Башкортостан Российской Федерации. Входит в состав Новопетровского сельсовета. 

## География

### Географическое положение
Расстояние до:
- районного центра (Исянгулово): 10 км,
- центра сельсовета (Новопетровское): 7 км,
- ближайшей ж/д станции (Тюльган): 64 км.

## Население
| 1939 | 1959 | 1970 | 1979 | 1989 | 2002 | 2009 |
| ---- | ---- | ---- | ---- | ---- | ---- | ---- |
| 399  | ↘164 | ↘131 | ↘92  | ↘25  | ↘18  | ↗27  |
| 2010 |      |      |      |      |      |      |
| ↘20  |      |      |      |      |      |      |

Национальный состав
Согласно переписи 2002 года, преобладающие национальности — русские (50 %), башкиры (50 %).